# Частица

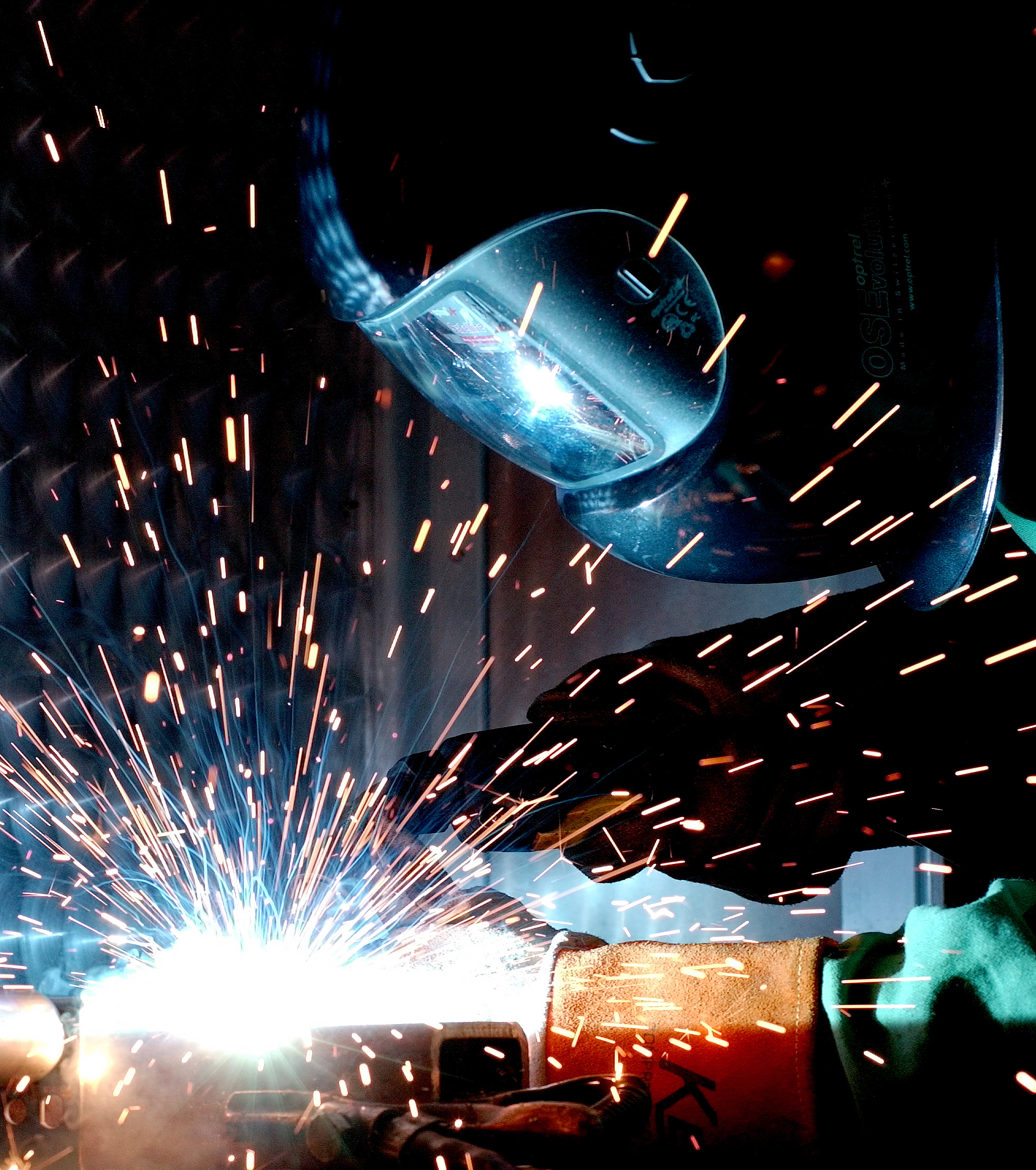
Дуговые сварщики защищают себя от сварочных искр, которые представляют собой нагретые металлические частицы, которые вылетают с поверхности металла.

В физических науках частица (или корпускула в старых текстах) представляет собой небольшой локализованный объект, которому можно приписать несколько физических или химических свойств, таких как объём, плотность или масса.  Они сильно различаются по размеру или значению, от субатомных частиц, таких как электрон, до микроскопических частиц, таких как атомы и молекулы, до макроскопических частиц, таких как порошки и другие гранулированные материалы. Частицы можно также использовать для создания научных моделей даже более крупных объектов в зависимости от их плотности, таких как люди, движущиеся в толпе или небесные тела в движении .
Термин «частица» имеет довольно общий смысл и уточняется по мере необходимости в различных научных областях. Все, что состоит из частиц, может называться частицей.  Тем не менее, существительное «частицы» чаще всего используется для обозначения загрязнителей в атмосфере Земли, которые представляют собой суспензию не связанных частиц, а не агрегацию связанных частиц.

## Концептуальные свойства

Частицы часто представлены в виде точек. Этот рисунок показывает движение атомов в газе, людей в толпе или звёзд на ночном небе.

Концепция частиц особенно полезна при моделировании природы, так как полная обработка многих явлений может быть сложной из-за сложности вычислений. Её используют для упрощения предположений, касающихся вовлечённых процессов. Фрэнсис Сирс и Марк Земанский из Университета физики приводят пример расчёта места падения и скорости брошенного в воздух бейсбольного мяча. Они постепенно лишают бейсбольный мяч большинства его свойств, сначала идеализируя его как жёсткую гладкую сферу, затем пренебрегая вращением, плавучестью и трением, что в конечном итоге сводит проблему к баллистике классической точечной частицы. Обработка большого количества частиц является областью статистической физики.

### Размер

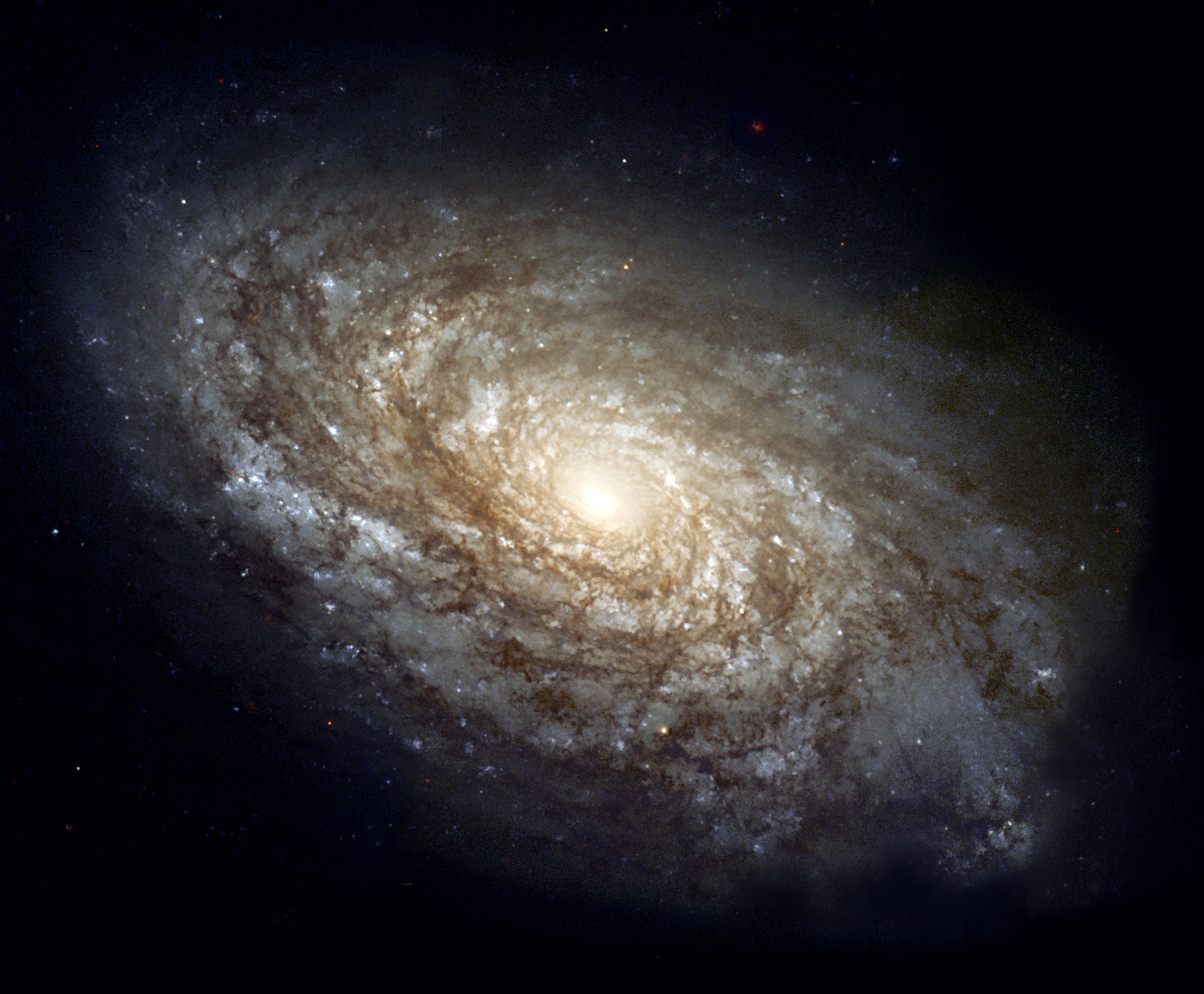
Галактики настолько велики, что звезды можно считать частицами относительно них

Термин «частица» обычно применяется по-разному к трём классам размеров. Термин макроскопическая частица, как правило, относится к частицам, намного большим, чем атомы и молекулы. Они обычно абстрагируются как точечные частицы, даже если они имеют объём, форму, структуры и т. д. Примерами макроскопических частиц могут быть порошок, пыль, песок, осколки во время автомобильной аварии или даже такие большие объекты, как звезды галактики .
Другой тип микроскопических частиц обычно относится к частицам размером от атомов до молекул, таким как диоксид углерода, наночастицы и коллоидные частицы. Эти частицы изучаются в химии, а также в атомной и молекулярной физике. Самые маленькие частицы - это субатомные частицы, которые относятся к частицам, меньшим, чем атомы. К ним относятся такие частицы, как составные части атомов - протоны, нейтроны и электроны, а также другие типы частиц, которые могут быть получены только в ускорителях частиц или космических лучах. Эти частицы изучаются в физике элементарных частиц.
Из-за их чрезвычайно малого размера исследования микроскопических и субатомных частиц попадают в сферу квантовой механики. Они будут демонстрировать явления, которые показывают модельные частицы в ящике, включая дуальность волны-частицы, и можно ли считать частицы отличными или идентичными  является важным вопросом во многих ситуациях.

### Состав

Протон состоит из трёх кварков.

Частицы также могут быть классифицированы по составу. Составные частицы относятся к частицам, которые имеют состав - то есть частицы, которые сделаны из других частиц. Например, атом углерода-14 состоит из шести протонов, восьми нейтронов и шести электронов. Напротив, элементарные частицы (также называемые фундаментальными частицами) относятся к частицам, которые не состоят из других частиц. Согласно нашему современному пониманию мира, существует очень небольшое их количество, такие как лептоны, кварки и глюоны. Однако возможно, что некоторые из них все-таки окажутся составными частицами и на данный момент просто кажутся элементарными.  Хотя составные частицы очень часто можно считать точечными, элементарные частицы действительно имеют нулевой размер.

### Стабильность
Как элементарные (такие как мюоны), так и составные частицы (такие как ядра урана), как известно, подвергаются распаду частиц . Это те частицы, которые не называются стабильными частицами, такими как электрон или ядро гелия-4. Время жизни стабильных частиц может быть бесконечным или достаточно большим, чтобы препятствовать попыткам наблюдать такие распады. В последнем случае эти частицы называются «наблюдательно устойчивыми». В общем, частица распадается из состояния с высокой энергией в состояние с более низкой энергией, испуская какую-либо форму излучения, например, в виде фотонов.

## N-частичноемоделирование
В вычислительной физике, N-частичным моделированием называется моделирование динамических систем частиц под действием определённых условий, таких как сила тяжести. Это моделирование очень распространено в космологии и вычислительной гидродинамике.
N - это число рассматриваемых частиц. Поскольку моделирование с более высоким N требует больших вычислительных затрат, системы с большим количеством реальных частиц часто сводятся к системам с меньшим числом частиц, и алгоритмы моделирования необходимо оптимизировать с помощью различных методов.

## Распределение частиц
Коллоидные частицы - компоненты коллоида. Коллоид - это вещество, распределённое равномерно по всему объёму другого вещества. Такая коллоидная система может быть твёрдой, жидкой или газообразной; а также непрерывной или рассеянной. Частицы дисперсной фазы имеют диаметр приблизительно от 5 до 200 нанометров. Растворимые частицы меньше этого размера будут образовывать раствор, а не коллоид. Коллоидные системы (также называемые коллоидными растворами или коллоидными суспензиями) являются предметом коллоидных наук. Взвешенные твёрдые вещества могут удерживаться в жидкости, тогда как твёрдые или жидкие частицы, взвешенные в газе, вместе образуют аэрозоль. Частицы также могут быть взвешены в форме твёрдых частиц в атмосфере, которые могут представлять собой загрязнение воздуха. Более крупные частицы могут аналогичным образом образовывать морской мусор или космический мусор. Конгломерацию дискретных твёрдых макроскопических частиц можно описать как сыпучий материал.

## Рекомендации
1. ↑  Particle. AMS Glossary. American Meteorological Society. Дата обращения: 12 апреля 2015. Архивировано 10 мая 2020 года.
2. ↑  
Equilibrium of a Particle // University Physics (неопр.). — 3rd. — Addison-Wesley, 1964. — С. 26—27.
3. ↑  
Equilibrium of a Particle // University Physics (неопр.). — 3rd. — Addison-Wesley, 1964.
4. ↑  
Statistical Description of Systems of Particles // Fundamentals of Statistical and Thermal Physics (англ.). — McGraw-Hill Education, 1965. — P. 47ff.
5. ↑  J. Dubinski. Galaxy Dynamics and Cosmology on Mckenzie. Canadian Institute for Theoretical Astrophysics. Дата обращения: 24 февраля 2011. Архивировано из оригинала 2 ноября 2021 года.
6. ↑  
G. Coppola. Sérsic galaxy with Sérsic halo models of early-type galaxies: A tool for N-body simulations (англ.) // Publications of the Astronomical Society of the Pacific : journal. — 2009. — Vol. 121, no. 879. — doi:10.1086/599288. — Bibcode: 2009PASP..121..437C. — arXiv:0903.4758.
7. ↑  
Subatomic particle. YourDictionary.com. Дата обращения: 8 февраля 2010. Архивировано 5 марта 2011 года.
8. ↑  
Quantum Physics of Atoms, Molecules, Solids, Nuclei, Ions, Compounds and Particles (англ.).
9. ↑  
Fundamentals of Statistical and Thermal Physics (англ.).
10. ↑  
Quantum Physics of Atoms, Molecules, Solids, Nuclei, and Particles (англ.).
11. ↑  
Quantum Physics of Atoms, Molecules, Solids, Nuclei, and Particles (англ.).
12. ↑  
Fundamentals of Statistical and Thermal Dynamics (англ.).
13. ↑  
Fundamentals of Statistical and Thermal Dynamics (англ.).
14. ↑  
Composite particle. YourDictionary.com. Дата обращения: 8 февраля 2010. Архивировано 15 ноября 2010 года.
15. ↑  
Elementary particle. YourDictionary.com. Дата обращения: 8 февраля 2010. Архивировано 14 октября 2010 года.
16. 1 2  A. Graps. N-Body / Particle Simulation Methods (англ.) (20 марта 2000). Дата обращения: 13 ноября 2020. Архивировано из оригинала 5 апреля 2001 года.
17. ↑  Colloid. Encyclopædia Britannica (1 июля 2014). Дата обращения: 12 апреля 2015. Архивировано 30 апреля 2015 года.
18. ↑  
Physical Chemistry (неопр.). — 5th. — McGraw-Hill Education, 2001.

## Дальнейшее чтение
- What is a particle? University of Florida, Particle Engineering Research Center (23 июля 2010).
- D. J. Griffiths (2008). Introduction to Particle Physics (2nd ed.). Wiley-VCH. ISBN 978-3-527-40601-2.
- M. Alonso; E. J. Finn (1967). "Dynamics of a particle". Fundamental University Physics, Volume 1. Addison-Wesley. LCCN 66010828.
- M. Alonso; E. J. Finn (1967). "Dynamics of a system of particles". Fundamental University Physics, Volume 1. Addison-Wesley. LCCN 66010828.
- S. Segal. What is a Particle? - Definition & Theory. High School Chemistry: Help and Review. Study.com.
- A basic guide to particle characterization. Malvern Instruments.